# سپاه تفنگداران دریایی تایوان
سپاه تفنگداران دریایی جمهوری چین (انگلیسی: Republic of China Marine Corps) سپاه تفنگدار دریایی زیرمجموعه نیروی دریایی جمهوری چین (تایوان) است، که در سال ۱۹۱۴ تأسیس شد.